# Pseudocratera

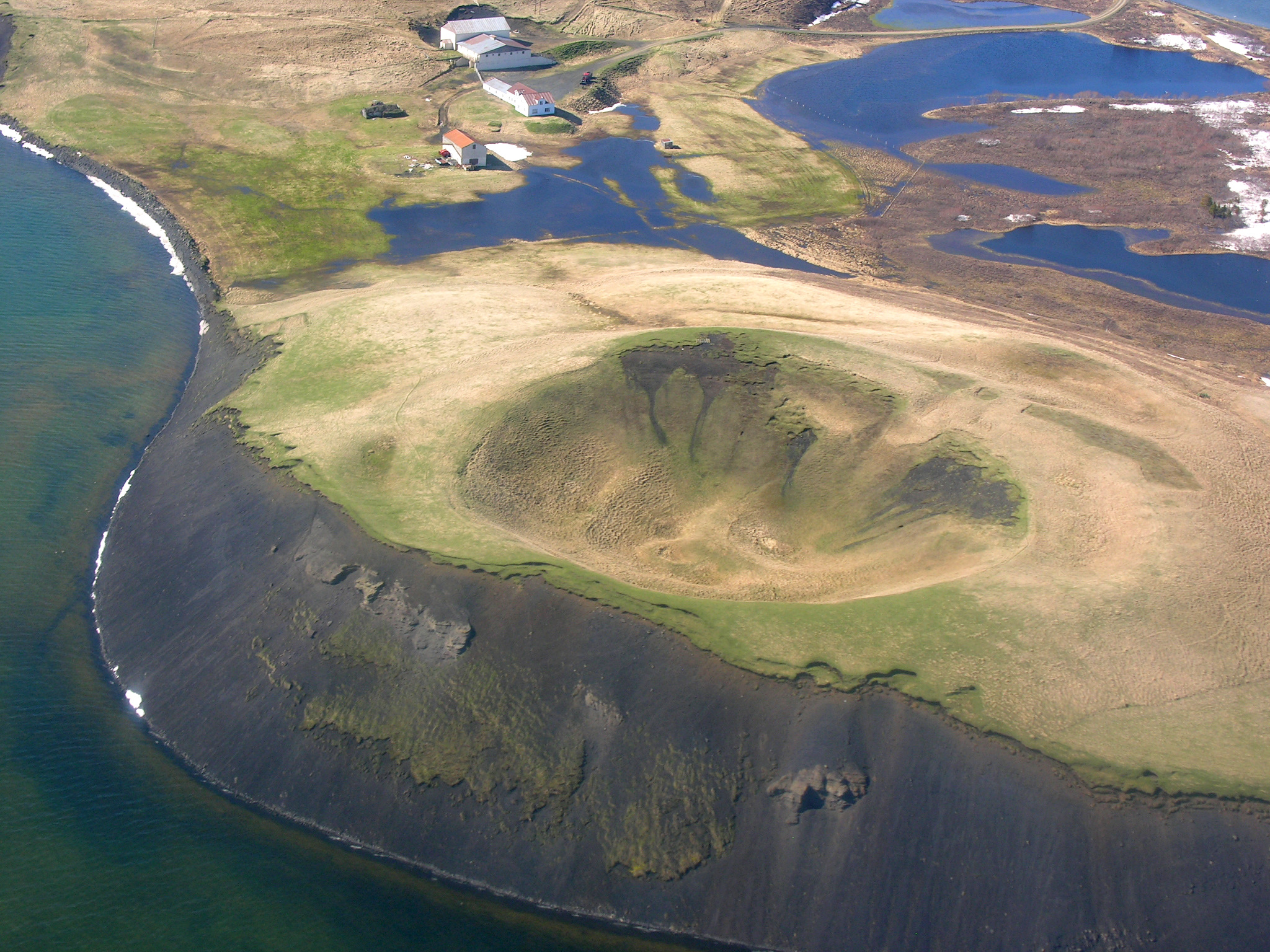
Uma pseudocratera no Lago Myvatn, Islândia.

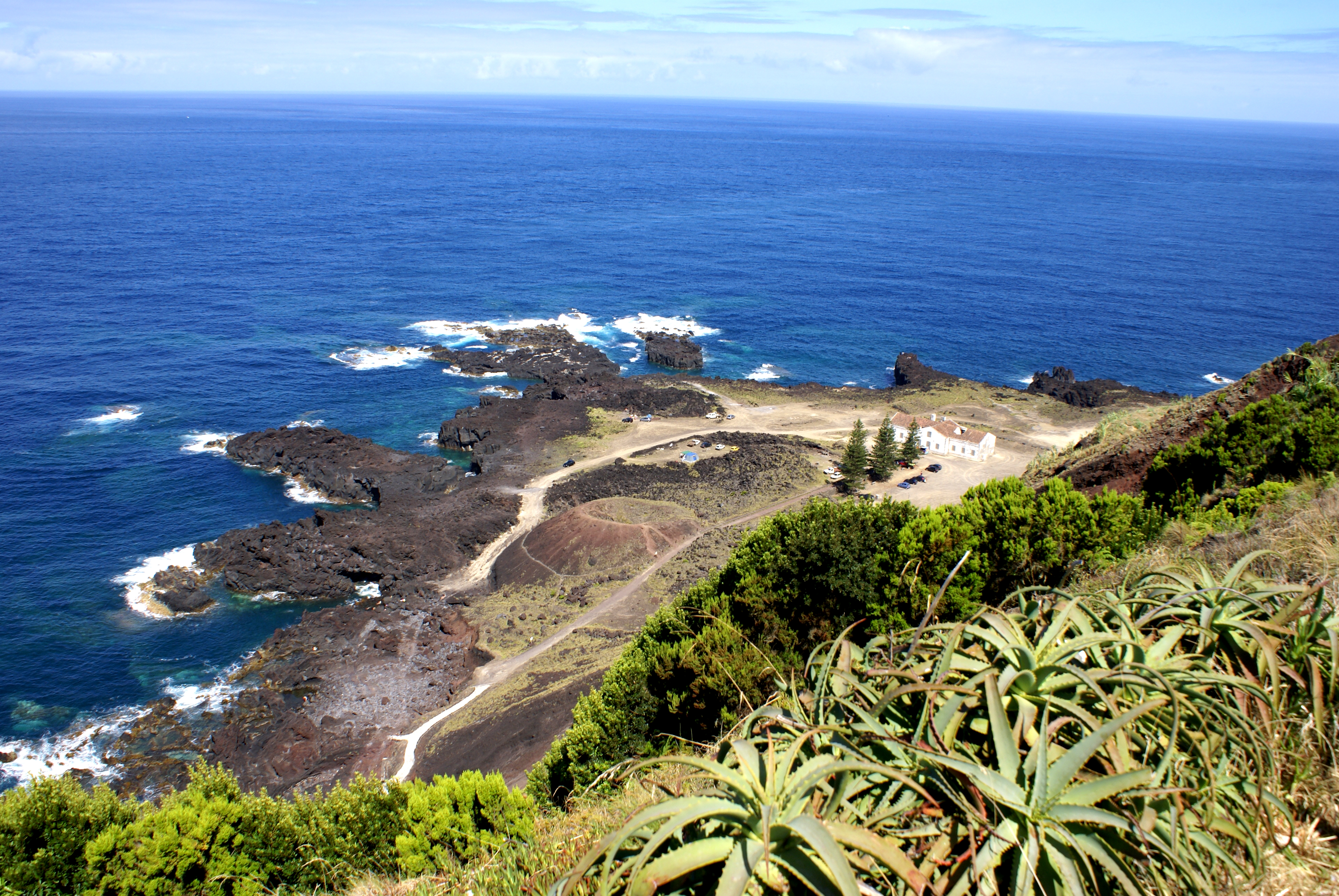
A pseudocratera da Ferraria (ilha de São Miguel, Açores) vista do Miradouro da Ponta da Ferraria.

Pseudocratera é a designação dada em vulcanologia e geomorfologia aos acidentes geográficos de origem vulcânica que se assemelham a uma cratera vulcânica, mas onde não existe emissão de lava, piroclastos ou quaisquer outros materiais de origem magmática. Apesar de crateriformes, estas estruturas não apresentam qualquer tipo de conduta que as ligue ao interior do planeta, sendo o resultado de explosões de vapor de água provocadas pela passagem de lava sobre uma superfície rica em água.

## Descrição
As pseudocrateras são formadas por explosões de vapor desencadeadas pelo aquecimento dos materiais subjacentes ricos em água quando são recobertos por uma escoada lávica. Ocorrem em geral quando pântanos, lagoas, lagos ou a linha de costa são atingidos pela lava em fluxo. A expansão do vapor gerado provoca a ruptura da suyperfície da lava, de forma similar a uma erupção freática, e a tefra assim gerada ao ser projectada pelo vapor acumula-se em torno do ponto de explosão criando uma estrutura morfologicamente semelhante a uma cratera. A similaridade é tal que em muitos casos a estrutura formada é confundida com uma verdadeira cratera vulcânica.
São conhecidos múltiplos exemplos na Islândia, onde as pseudocrateras mais conhecidas são as do lago Mývatn (Skútustaðagígar), a Rauðhólar nas proximidades de Reykjavík ou a Landbrotshólar no sudeste da ilha, próximo de Kirkjubæjarklaustur. Nos Açores existe uma pseudocratera muito conhecida na fajã da Ponta da Ferraria, não muito longe das nascentes termais homónimas.
Pseucrateras foram também localizadas na região de Athabasca Valles do planeta Marte, onde escoadas de lava superaqueceram a água subterrânea presente nas rochas subjacentes.
A formação de uuma pseucratera foi testemunhada por vulcanologistas pela primeira vez durante uma explosão de vapor associada às erupções do Eyjafjallajökull em Março de 2010.